# Тюменцево
Тюме́нцево — село в Алтайском крае, административный центр Тюменцевского района.

## Географическое положение
Село расположено в лесостепной зоне Западно-Сибирской равнины у слияния рек Черемшанка и Медведка (приток Кулунды).
Ближайшие железнодорожные станции: Камень-на-Оби 76 км и станция Корчино 60 км. Расстояние до Барнаула 167 км.
Тюменцево, как и весь Алтайский край находится в часовой зоне МСК+4. Смещение применяемого времени относительно UTC составляет +7:00.

## История
Официальной датой основания села считается 1763 год. По четвёртой ревизии 1763 года деревня Тюменцево была занесена на карту. Село изначально было названо по фамилии одного из первопоселенцев, так как первыми заселились на берег реки братья Тюменцевы.
В «Списке населённых мест Томской губернии 1859 года» отмечено, что в селе в 116 дворах проживали 397 мужчин и 409 женщин, была построена православная церковь
В 1911 году село относилось к Кулундинской волости Барнаульского уезда, в нём был 801 двор, 2564 мужчин и 2382 женщины. При церкви имелось двухклассное училище и церковно-приходская школа, а также волостное правление и школа грамоты. В селе ежегодно проходили две ярмарки, работали маслодельный завод, открылись 4 торговые лавки и одна казённая винная.
В «Списке населённых мест Сибирского края 1928 года» село значилось в Тюменцевском районе Каменского округа. Число дворов 1167, мужчин 2527, женщин — 2747. Указано место, где стоит село — в месте слияния рек Черемшанка и Медведка, год основания указан как 1700. В селе работала паровая мельница, была своя больница, аптека, имелось кредитное товарищество и лавка. Были построены 2 школы, детский дом, изба-читальня, библиотека.

## Население
| 1926  | 1939  | 1959  | 1970  | 1979  | 1989  | 1997  | 1998  | 1999  | 2000  |
| ----- | ----- | ----- | ----- | ----- | ----- | ----- | ----- | ----- | ----- |
| 5274  | ↘4542 | ↗5041 | ↗5316 | ↗6019 | ↘5971 | ↗6088 | ↘5991 | ↗5993 | ↗5996 |
| 2001  | 2002  | 2003  | 2004  | 2005  | 2006  | 2007  | 2008  | 2009  | 2010  |
| ↗6251 | ↘5952 | ↘5948 | ↗5954 | ↘5750 | ↘5741 | ↘5723 | ↘5700 | ↘5597 | ↘5576 |
| 2011  | 2012  | 2013  | 2014  | 2015  | 2016  | 2017  | 2018  | 2019  | 2020  |
| ↘5560 | ↘5451 | ↘5341 | ↘5246 | ↗5276 | ↘5255 | ↘5162 | ↘5150 | ↘5096 | ↘4940 |
| 2021  |       |       |       |       |       |       |       |       |       |
| ↘4446 |       |       |       |       |       |       |       |       |       |

## Образование
- Тюменцевская средняя школа
- Тюменцевская основная общеобразовательная школа
- Детская школа искусств[27]. Открыта в 1959 году как детская музыкальная школа. В 1977 году реорганизована в школу искусств — первую школу искусств в Алтайском крае. В школе работают музыкальное, эстрадно-духовое и изобразительное отделения, а также театральный класс и фотокласс. Ежегодно обучается более 300 учеников.
- Тюменцевский детский сад «Родничок»
- Центр детского творчества
- Детско-юношеский спортивный центр физической подготовки

## Культура
Творческие коллективы
- Оркестр русских народных инструментов
- Народный ансамбль «Древляне»
- Муниципальный академический ансамбль
- Народный духовой оркестр

Учреждения культуры
- Центральная районная библиотека имени Г. В. Егорова. Располагает книжным фондом более 37 тыс. экземпляров печатных изданий. При библиотеке работают любительские объединения по организации досуга.
- Тюменцевский районный историко-краеведческий музей основан в 1967 году как школьный музей. В 2003 году он приобрёл статус муниципального историко-краеведческого музея. Располагает тремя залами: старины, советской истории и боевой славы. Проводит районные историко-краеведческие конференции школьников, организует выставки декоративно-прикладного искусства. Ежегодно музей активно участвует в проведении литературных Егоровских чтений (недоступная ссылка — история). www.akunb.altlib.ru..

## Здравоохранение
- Центральная районная больница
- Поликлиника
- Аптека

## Экономика
Основное направление экономики — сельское хозяйство, которое представлено коллективными и фермерскими хозяйствами. Развиты отрасли земледелия и животноводства, а также производство зерна, молока, мяса. Ведущей культурой в земледелии является пшеница. В селе находятся маслосырзавод, предприятия розничной торговли, общественного питания.
Объём строительных работ значительно вырос в последние годы за счёт привлечения средств федерального, краевого, районного бюджетов и других источников. В частности, завершена укладка асфальтового покрытия на трассе Тюменцево — Юдиха, что сокращает время в пути от Тюменцево до Барнаула.
Основные предприятия и организации села:
- ОАО «Тюменцевский маслосырзавод», который входит в объединение предприятий «Столица молока». www.stmol.ru. Дата обращения: 21 февраля 2020.
- ОАО «Тюменцевское ХПП»
- Тюменцевское предприятие «Алтайсемечка»
- Транспортная компания «Омега»
- Тюменцевское дорожно-ремонтное строительное управление (ДРСУ)
- Тюменцевское отделение почтовой связи (ОПС)
- Тюменцевский районный узел телефонной связи (РУТС), входящий в состав Сибирьтелеком.
- Дополнительный офис Каменского ОСБ Сбербанка России.
- Редакция районной газеты «Вперёд»
- Отдел компании Росгосстрах
- Детский дом-интернат
- Районный комитет по социальной защите
- Комитет администрации Тюменцевского района по образованию
- Магазины: «Мария-Ра», «Аникс», «Обувной салон Маркиза», «Лимонный», «Раздолье», «Сельхозпродукты», и др.
- Администрации Тюменцевского сельсовета http://ss-tumencevo.ucoz.ru/

## Транспорт
Основным видом транспорта является автомобильный.
Тюменцево связано с городами Барнаул и Камень-на-Оби дорогами с асфальтовым покрытием. Кратчайший маршрут из Барнаула: Барнаул — Павловск — Шелаболиха — Батурово — Юдиха — Мезенцево — Тюменцево (167 км).
От автовокзала г. Барнаул в Тюменцево ежедневно отправляется рейсовый автобус. Также в понедельник и пятницу курсирует автобус из Камня-на-Оби. Расстояние до Камня-на-Оби — 76 км.

## Средства массовой информации
- Районная газета «Вперёд» издаётся тиражом 4200 экземпляров.
- 102,8 Радио России / ГТРК Алтай
- Районное радио

## Архитектура и достопримечательности
Архитектура
- Свято-Троицкая церковь (здание разрушено пожаром). Церковь была спроектирована в 1901 и построена к 1908 году. В 1931 году служение было прекращено, а здание передано «под культурно-просветительские цели». В 1992 году районный Дом культуры, размещённый в бывшем здании церкви, был уничтожен пожаром. С 2006 года ведутся восстановительные работы: кирпичная кладка, изготавливаются фермы для перекрытия части здания, подготовлен необходимый строительный материал для кровли[30].
- Бывшие магазины купца Винокурова (здания конца XIX — начала XX веков)
- Мемориальный парк

Природные достопримечательности
- Две реки, Черемшанка и Медведка (приток Черемшанки), протекают почти в центре села. В реке водится мелкая рыба: гольян, пескарь, карась. Реже на удочку рыбакам попадаются линь и окунь.
- Озеро Разлив. Находится приблизительно в одном километре от села. Популярное место для купания и рыбной ловли. Уровень воды регулируется с помощью системы шлюзов. На берегу Разлива располагается детский оздоровительный лагерь «Чайка».
- Сосновый бор Густое. Расположен непосредственно в черте села. В лесу встречаются грибы: маслята, грузди; ягоды: земляника, костяника; цветы: ландыши, ятрышник пятнистый, незабудки и др.
- Озеро Колядинское. Находится в черте села, рядом с сосновым бором Густое. В данное время почти полностью пересыхает в летний период.
- Многочисленные рощи и колки в окрестностях, в том числе роща Первомайская, являются популярными местами для проведения пикников, сбора грибов и ягод. В народе прозвище у этой рощи — «Шлюшка», по-видимому, по той причине, что там «шляются», гуляют.

## Люди, связанные с селом
- Булгаков, Александр Герасимович (1910—1984) — Герой Советского Союза.
- Егоров, Георгий Васильевич (1923—1992) — писатель. Родился в Тюменцево.
- Казанский, Порфирий Алексеевич (1885—1938) — поэт, журналист, педагог, председатель городской думы Барнаула в 1917—1918 годах. Проживал в Тюменцево с 1932 по 1937, преподавал литературу и географию в местной школе.
- Камагин, Александр Иванович (1924—1979) — Герой Советского Союза. Родился в Тюменцево.
- Карлин, Александр Богданович (род. 1951) — глава администрации Алтайского края. Родился в с. Медведка Тюменцевского района.
- Сидоров, Виктор Степанович (1927—1987) — детский писатель. Проживал в Тюменцево.

Достопримечательности
- События «Повести о красном орлёнке» Виктора Степановича Сидорова разворачиваются в Тюменцево. Повесть описывает гражданскую войну на Алтае через восприятие четырнадцатилетнего мальчишки, вставшего на сторону красных.[31]
- В 12 км от Тюменцево располагается Алтайский конный завод 39, выращивающий орловских рысаков. Его питомец, серый жеребец Иппик, первым из лошадей этой породы пробежал 1600 м резвее двух минут (1 минута 59,7 секунды, г. Киев, 1986 г.)[32]. Ежегодно завод устраивает массовый конно-спортивный праздник «Бега»[33].